# Antic Hostal del Carme
L'Antic Hostal del Carme és un edifici situat a la plaça del Pedró, 8 del Raval de Barcelona, catalogat com a bé cultural d'interès local.

## Història
Segons Joan Amades, fou un dels hostals més importants del Raval, però a finals del segle xix hi havia una vaqueria.

## Descripció
És un edifici de planta baixa i dos pisos. Presenta un esgrafiat que imita la utilització d'un aparell de carreus mitjans ben escairats. L'obertura de la planta baixa és amb arc de llinda format per carreus de pedra calcària ben polida que recorda el marbre. Al primer pis hi ha un balcó de ferro forjat. El marc és amb carreus blancs, en posició alternant a la part superior. A la llinda hi ha gravada la data 1703, flanquejada per petits busts esculpits, que procedirien d'un edifici anterior, del segle xvi. També hi apareix esculpida una ferradura enmig d'un motiu foliaci complex. El segons pis compta únicament amb un balcó sense desenvolupament extern. L'edifici està coronat per una cornisa molt poc sobresortint.